# Пендри, Джон
Сэр Джон Пендри (англ. John Brian Pendry; род. 4 июля 1943 года, Манчестер) — английский физик-теоретик, известный своими пионерскими работами в области оптики и фотоники, в том числе по материалам с отрицательными показателями преломления — метаматериалам.

## Исследования
В 2004 году он описал условия, при которых появляется возможность создания плаща-невидимки и суперлинзы (продолжив работу, начатую российским учёным Виктором Веселаго). 
Получив грант от DARPA, Джон Педри обещал к 2009 году создать материал, способный делать объекты невидимыми в диапазоне радиочастот.. В 2010 году вышла статья об успешном создании плаща-невидимки, в которой одним из соавторов является Джон Пендри .

## Критика
- Виктор Веселаго (Институт общей физики имени А. М. Прохорова РАН) ссылался[9] на работу Джона Пендри, считая при этом, что не следует делать громких заявлений, находясь в начале развития отрасли.
- Анатолий Масалов (Физический институт имени П. Н. Лебедева РАН) посчитал исследования Джона Педри популистским ходом для получения грантов [10].
- Андреа Алу[англ.] и Франческо Монтиконе (Техасский университет в Остине) утверждают, что полное сокрытие макроскопических объектов в широком диапазоне длин волн со всех направлений пассивным способом невозможно [11].

## Награды
- Медаль и премия Дирака от Института физики (1996)[12]
- Appleton Lecture (2003)[13]
- Бейкеровская лекция (2005)
- Премия Декарта (2005)
- Королевская медаль (2006)[14]
- Кельвиновская лекция (2009)
- Медаль Нильса Бора (2010)[15]
- Премия Уиллиса Лэмба (2010)
- Шрёдингеровская лекция (Имперский колледж Лондона) (2012)
- Приз Юлиуса Шпрингера по прикладной физике (2013)
- Медаль Исаака Ньютона от Института физики (2013)[16]
- Премия Джеймса Макгруди (2013)
- Премия Кавли (2014)[17]
- Премия в области квантовой электроники и оптики (2015)
- Премия Дэна Дэвида (2016)
- Серебряная медаль председателя Сената Чехии (2017, Чехия)[18]

и другие, в число которых входят звания рыцаря-бакалавра (2004) и иностранного члена Национальной академии наук США (2013).